# (57) Mnemosyne
(57) Mnemosyne – planetoida z pasa głównego planetoid okrążająca Słońce w ciągu 5 lat i 215 dni w średniej odległości 3,15 j.a. Została odkryta 22 września 1859 roku w obserwatorium w Düsseldorfie przez Roberta Luthra. Nazwa planetoidy pochodzi od tytanidy Mnemosyne, która była matką dziewięciu muz w mitologii greckiej.